# Orimarga distalis
Orimarga distalis är en tvåvingeart som beskrevs av Alexander 1936. Orimarga distalis ingår i släktet Orimarga och familjen småharkrankar. Inga underarter finns listade i Catalogue of Life.